# Andréi Nikoláievich Tíjonov
Andréi Nikoláyevich Tíjonov (a veces Tíkhonov, y en la grafía inglesa Tychonoff; en ruso: Андре́й Никола́евич Ти́хонов); (Gagarin (Gzhatsk), óblast de Smolensk, 30 de octubre de 1906 – Moscú, 7 de octubre de 1993) fue un matemático soviético y ruso conocido por sus contribuciones en topología, análisis funcional, física matemática y problemas mal definidos (ill-posed problems).

## Biografía
Estudió en la Universidad Estatal de Moscú donde optó su doctorado en 1927 bajo la asesoría de Pável Aleksándrov. En 1933 obtuvo plaza de profesor en la Universidad Estatal de Moscú. Fue reconocido miembro correspondiente de la Academia de Ciencias de la URSS en enero de 1939, y académico de pleno derecho en 1966.

## Trabajo de investigación
Trabajó en varios campos. Realizó contribuciones importantes en topología, análisis funcional, física matemática y problemas mal puestos. El método de la regularización de Tíjonov, uno de los métodos más usados para resolver problemas inversos recibe su nombre. Es conocido principalmente por su trabajo en topología, incluyendo el teorema de metrización que probó en 1926 y el teorema de Tíjonov. En su honor, los espacios topológicos completamente regulares se llaman espacios de Tíjonov.
En física matemática, probó el teorema fundamental de unicidad de la ecuación del calor y estudió las ecuaciones integrales de Volterra.
Fundó la teoría del análisis asintótico de ecuaciones diferenciales con pequeños parámetros en la derivada principal.

## Trabajo como gestor
Tíjonov lideró la fundación de la Faculty of Computational Mathematics and Cybernetics en Universidad Estatal de Moscú y fue su primer decano entre 1970 y 1990.

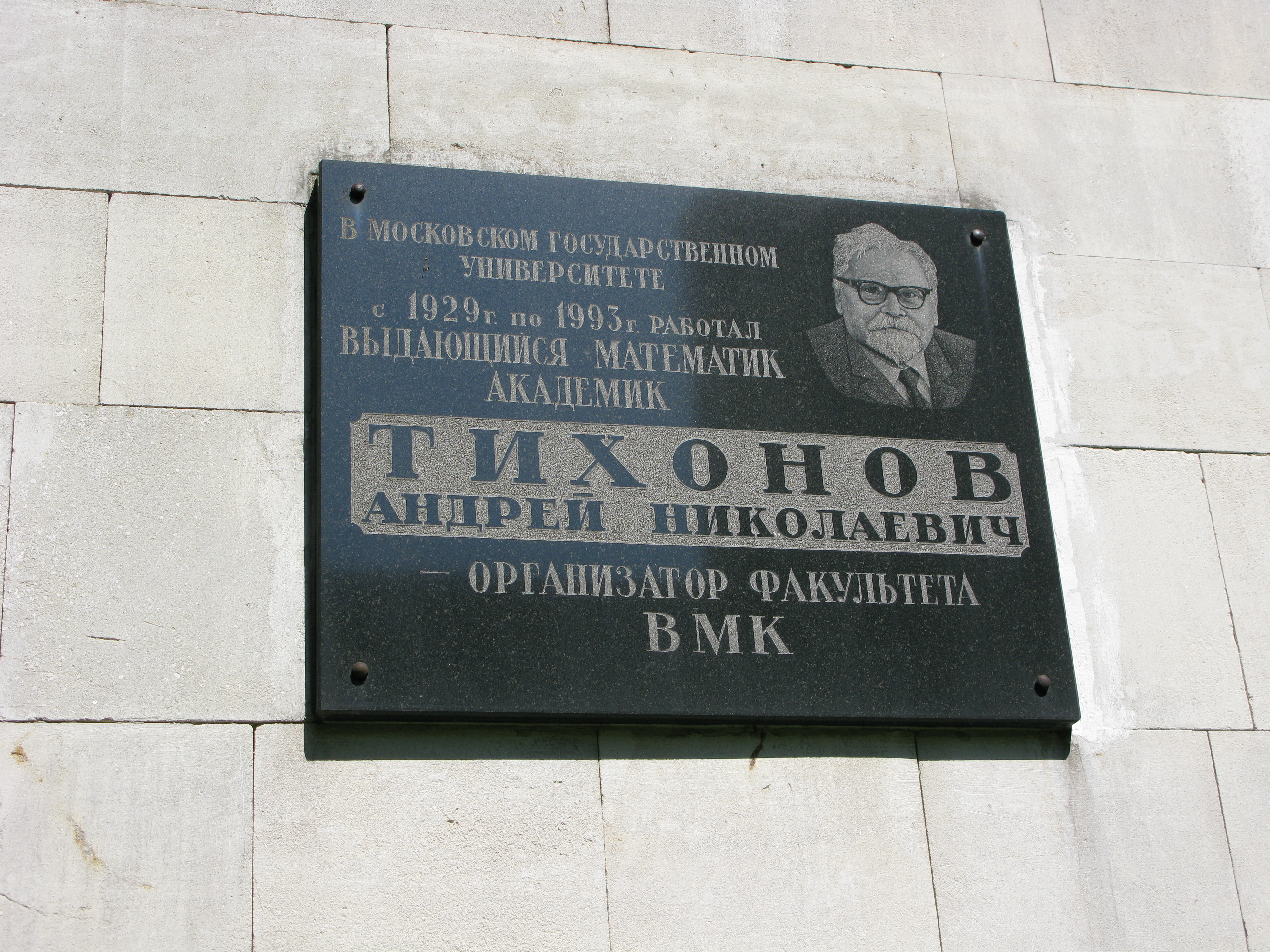
Placa en honor de Tíjonov en la Universidad Estatal de Moscú, en el edificio donde está situada la Facultad de cibernética y matemáticas computacionales

## Premios
Tíjonov recibió numerosos premios, incluido el Premio Lenin (1966). Fue declarado Héroe del Trabajo Socialista (1954, 1986).

## Publicaciones
- A.G. Sveshnikov, A.N. Tikhonov, The Theory of Functions of a Complex Variable, Mir Publishers, English translation, 1978.
- A.N. Tikhonov, V.Y. Arsenin, Solutions of Ill-Posed Problems, Winston, New York, 1977. ISBN 0-470-99124-0.
- A.N. Tikhonov, A.V. Goncharsky, Ill-posed Problems in the Natural Sciences, Oxford University Press, Oxford, 1987. ISBN 0-8285-3739-9.
- A.N. Tikhonov, A.A. Samarskii, Equations of Mathematical Physics, Dover Publications, 1990. ISBN 0-486-66422-8.
- A.N. Tikhonov, A.V. Goncharsky, V.V. Stepanov, A.G. Yagoda, Numerical Methods for the Solution of Ill-Posed Problems, Kluwer, Dordrecht, 1995. ISBN 0-7923-3583-X.